# تپه قلعه کهزاد
تپه قلعه کهزاد در شهرستان دورود، بخش مرکزی، روستای داریاب واقع شده و این اثر در تاریخ ۲۴ اسفند ۱۳۸۳ با شمارهٔ ثبت ۱۱۶۹۵ به‌عنوان یکی از آثار ملی ایران به ثبت رسیده است.